# Бандзай
Бандзай (на китайски: 阪仔; на пинин: Bǎnzaí) е град в югоизточен Китай, част от префектура Джанджоу на провинция Фудзиен.
Разположен е на 61 метра надморска височина в крайбрежната низина на Южнокитайско море, на 49 километра югозападно от центъра на Джанджоу и на 115 километра североизточно от Шантоу.

## Известни личности
Родени в Бандзай
- Лин Ютан (1895 – 1976), писател